# Luis Guilherme
Luis Guilherme Lira dos Santos (Aracaju, Sergipe, 9 de febrero de 2006) es un futbolista brasileño que juega de delantero en el West Ham United Football Club de la Premier League.

## Trayectoria
Tras 1 año y medio en el primer equipo de Palmeiras, a mediados de 2024 fue fichado por West Ham para jugar en la máxima categoría del fútbol inglés, firmó contrato hasta 2029.

## Selección nacional
Ha sido parte de la selección de Brasil en las categorías juveniles sub-17 y sub-20.
A pesar de que participó de la preparación para ser parte de la selección sub-17 en 2023, fue convocado por el entrenador Ramon Menezes para jugar el Campeonato Sudamericano Sub-20 de 2023. Luis estuvo presente en 5 partidos y se coronaron campeones del torneo en el último encuentro al vencer a Uruguay.
Durante 2024 fue parte del plantel que entrenó de cara al Sudamericano Sub-20 de 2025, jugó un amistoso contra México el 5 de septiembre, fue el 10 titular y ganaron 2-1.

## Estadísticas

### Clubes
Actualizado al último partido citado el 25 de mayo de 2025.
| Club                             | Div.          | Temporada     | Liga  | Liga  | Liga   | Estatal | Estatal | Estatal | Copas nacionales | Copas nacionales | Copas nacionales | Copas internacionales | Copas internacionales | Copas internacionales | Total | Total | Total  |
| Club                             | Div.          | Temporada     | Part. | Goles | Asist. | Part.   | Goles   | Asist.  | Part.            | Goles            | Asist.           | Part.                 | Goles                 | Asist.                | Part. | Goles | Asist. |
| -------------------------------- | ------------- | ------------- | ----- | ----- | ------ | ------- | ------- | ------- | ---------------- | ---------------- | ---------------- | --------------------- | --------------------- | --------------------- | ----- | ----- | ------ |
| S. E. Palmeiras · Brasil         | 1.ª           | 2023          | 19    | 0     | 0      | -       | -       | -       | 5                | 0                | 0                | 3                     | 0                     | 0                     | 27    | 0     | 0      |
| S. E. Palmeiras · Brasil         | 1.ª           | 2024          | 5     | 0     | 1      | 6       | 0       | 0       | 2                | 0                | 0                | 5                     | 1                     | 0                     | 18    | 1     | 1      |
| S. E. Palmeiras · Brasil         | Total club    | Total club    | 24    | 0     | 1      | 6       | 0       | 0       | 7                | 0                | 0                | 8                     | 1                     | 0                     | 45    | 1     | 1      |
| West Ham United F. C. Inglaterra | 1.ª           | 2024-25       | 12    | 0     | 0      | —       | —       | —       | 1                | 0                | 0                | —                     | —                     | —                     | 13    | 0     | 0      |
| West Ham United F. C. Inglaterra | 1.ª           | 2025-26       | -     | -     | -      | —       | —       | —       | -                | -                | -                | —                     | —                     | —                     | 0     | 0     | 0      |
| West Ham United F. C. Inglaterra | Total club    | Total club    | 12    | 0     | 0      | 0       | 0       | 0       | 1                | 0                | 0                | 0                     | 0                     | 0                     | 13    | 0     | 0      |
| Total carrera                    | Total carrera | Total carrera | 36    | 0     | 1      | 6       | 0       | 0       | 8                | 0                | 0                | 8                     | 1                     | 0                     | 58    | 1     | 1      |
| 1. 2.                            |               |               |       |       |        |         |         |         |                  |                  |                  |                       |                       |                       |       |       |        |

## Palmarés

### Títulos internacionales
| Título                         | Equipo              | Sede     | Año  |
| ------------------------------ | ------------------- | -------- | ---- |
| Campeonato Sudamericano Sub-20 | Selección de Brasil | Colombia | 2023 |

### Títulos nacionales
| Título                          | Equipo          | País   | Año  |
| ------------------------------- | --------------- | ------ | ---- |
| Campeonato Brasileño de Serie A | S. E. Palmeiras | Brasil | 2023 |

### Distinciones individuales
| Distinción                                                                             | Año  |
| -------------------------------------------------------------------------------------- | ---- |
| Parte de los 60 mejores jugadores jóvenes del mundo para The Guardian (categoría 2006) | 2023 |